# گمینا ستاره بوگاچوویتسه
گمینا ستاره بوگاچوویتسه (به لهستانی:  Gmina Stare Bogaczowice) یک گمینا در لهستان است که در شهرستان واوبژخ واقع شده‌است. گمینا ستاره بوگاچوویتسه ۸۶٫۸۹ کیلومتر مربع مساحت و ۴٬۱۰۸ نفر جمعیت دارد.